# Rupáner-Gallé Margó
Rupáner-Gallé Margó (Kalocsa, 1982. március 18.–) író, a Ráday Pál Oktatási-Nevelési Alapítvány kuratóriumának tagja, a Rupáner-konyha megalkotója, gasztroblogger.

## Életpályája
A kalocsai Dózsa György Szakközépiskolában folytatott közgazdasági tanulmányokat, érettségi bizonyítványt 2000-ben szerzett. A Szegedi Tudományegyetem Juhász Gyula Tanárképző Főiskolai Karán 2004-ben kapta kézhez német–pedagógia szakos diplomáját. A főiskolai évek után rövid kitérőt tett Budapesten, ahol másfél évig élt, és a Kereskedelmi és Hitelbank Lízing csoportjánál helyezkedett el, ami mellett tolmácsként és idegenvezetőként is dolgozott. 2009-ben haza tért szülőfalujába, Hartára, ahol a helyi általános iskolában némettanárként kezdett dolgozni. Jelenleg gyesen van.

## Munkássága
2012 nyarán jelent meg kisregénye, ’’Lányok a kastélyból’’ címmel. Októberben a ’’Nászajándék Salzburgból’’, majd decemberben a ’’Malom a tóparton’’ követte. 2013 márciusában a ’’Kicsi Betti a nagyvárosban’’ került a boltokba. RGM 2012 őszétől vezeti nagy sikerű Babanaplóját, amelyet számos nagy női portál rendszeresen közöl, illetve ekkora datálható a Rupáner-konyha megalkotása is, melyben a bajor-magyar hagyományos ízeket álmodja újra és öltözteti új köntösbe az írónő.

## Család
2008-ban kötött házasságot Rupáner Csabával. Két lánya van: Laura (2009) és Liza (2012).

## Könyvek
- Lányok a kastélyból (Aba Könyvkiadó, 2012)
- Nászajándék Salzburgból (Aba Könyvkiadó, 2012)
- Malom a tóparton (Aba Könyvkiadó, 2012)
- Kicsi Betti a nagyvárosban (Aba Könyvkiadó, 2013)
- Randevú a Nílus partján; Aba, Bp., 2013 (Szivárvány könyvek)
- Szerelem Szegeden; Aba, Bp., 2013 (Szivárvány könyvek)
- Rupáner-konyha; Aba, Bp., 2015
- Rupáner-konyha 2; Aba,Bp., 2017
- Rupáner-konyha 3; Aba, Bp., 2018